# Jandaíra-preta
Trigona amalthea também conhecida por jandaíra-preta é uma abelha social da tribo meliponini, de ampla distribuição brasileira. A espécie possui coloração geral negra reluzente e cerca de 8 milímetros de comprimento. Também é conhecida pelo nome de sanharão.